# Cerkwie pskowskiej szkoły architektury
Cerkwie pskowskiej szkoły architektury – grupa dziesięciu cerkwi prawosławnych położonych w rejonie Pskowa, w obwodzie pskowskim, w Rosji. Są one przykładami dzieł pskowskiej szkoły architektury. Są one datowane na okres XII–XVII wieku. W 2019 roku podczas 43 sesji Komitetu Światowego Dziedzictwa w Baku, świątynie te zostały wpisane na listę światowego dziedzictwa UNESCO.

## Lista obiektów wpisanych na listę światowego dziedzictwa UNESCO
- Sobór św. Jana Chrzciciela
- Zespół klasztoru Mirożskiego: Sobór Przemienienia Pańskiego
- Cerkiew św. Michała Archanioła
- Cerkiew Narodzenia Pańskiego
- Cerkiew Kosmy i Damiana
- Cerkiew św. Jerzego
- Cerkiew Objawienia Pańskiego
- Cerkiew św. Mikołaja
- Cerkiew Wasyla z Gorki[1] (św. Bazylego)
- Zespół Monasteru Snietogorskiego